# Le Roi des rois (film, 1961)
Pour plus de détails, voir Fiche technique et Distribution.
Le Roi des rois (King of Kings) est un film américain de Nicholas Ray sorti en 1961, et qui relate librement des épisodes de la vie de Jésus-Christ dans le contexte de la Judée en révolte sous l'occupation romaine.

## Synopsis
En 63 av. J.-C., Pompée conquiert Jérusalem et met la ville à sac. À peine entré, le conquérant se rend au temple pour s'emparer du trésor de Salomon et fait massacrer les prêtres. Il découvre alors que le trésor n'est rien d'autre que la collection des rouleaux de la Torah. Déçu, il est sur le point de les jeter au feu lorsqu'un prêtre survivant se les fait remettre et les place en lieu sûr. Bien des années plus tard éclate une série de rébellions contre l'autorité de Rome que les Romains matent en crucifiant les meneurs et en installant leur homme sur le trône de Judée : Hérode le Grand.
Le charpentier Joseph et sa femme Marie, sur le point d’accoucher, arrivent à Bethléem pour se faire recenser. N'ayant pas trouvé à se loger pour la nuit, ils se réfugient dans une étable où naît leur enfant, Jésus. Les bergers suivis des mages venus de l'Orient se rassemblent pour l'adorer. Cependant, Hérode, informé de la naissance d'un enfant-roi, ordonne au centurion Lucius et à ses hommes d'aller à Bethléem et d'y tuer tous les enfants nouveau-nés. Marie et Joseph s'enfuient en Égypte avec l'enfant. Hérode meurt, tué par son fils Hérode Antipas qui prend le pouvoir.
À Nazareth, Jésus, âgé maintenant de douze ans, travaille avec Joseph. Arrivent des soldats sous les ordres de Lucius qui s'aperçoit que Jésus a échappé au massacre des nouveau-nés, mais il ne fait rien et demande seulement à ses parents de le faire recenser.
Les années ont passé. Des rebelles, commandés par Barabbas et Judas Iscariote, s'apprêtent à attaquer la caravane qui transporte de Rome à Jérusalem le nouveau gouverneur de Judée Ponce Pilate et sa femme Claudia. L'embuscade échoue et Pilate rencontre Hérode Antipas sur les rives du Jourdain, où Jean-Baptiste prêche aux foules. Arrive Jésus, âgé de trente ans ; il se fait baptiser, puis se rend dans le désert où il est tenté par le diable. Au bout de quarante jours Jésus se rend en Galilée où il recrute les apôtres.
Pendant ce temps, à Jérusalem, Hérode fait arrêter le Baptiste que Jésus va voir dans sa prison. Judas abandonne les rebelles de Barabbas et se joint aux apôtres. Jésus commence à prêcher et rassemble des foules parmi lesquelles on trouve même Claudia, la femme de Pilate, et Lucius. Hérode fait décapiter Jean sur un caprice de sa belle-fille Salomé. Lui-même, Pilate et le grand-prêtre Caïphe sont terrorisés par les œuvres et les miracles de Jésus. Barabbas prépare une grande révolte à Jérusalem et, pendant ce temps, Jésus entre triomphalement dans la ville sainte et va au temple pour prêcher. Les rebelles prennent d'assaut la forteresse Antonia mais les légions de Pilate interviennent, écrasent la révolte, provoquant des centaines de victimes. Barabbas est arrêté. Jésus, le soir du jeudi de Pâques, dîne une dernière fois avec les apôtres et va prier à Gethsémani.
Pendant ce temps Judas veut que son maître libère la Judée des Romains et pour lui forcer la main le remet aux autorités juives. Jésus est amené devant Pilate ; celui-ci après avoir commencé son procès, le remet à Hérode qui à son tour le lui renvoie. Pilate le fait flageller. Claudia supplie son mari de le libérer, mais le peuple exige la libération de Barabbas et Pilate s’incline. Jésus, portant la croix sur l'épaule et la couronne d'épines sur la tête, arrive au Golgotha et est crucifié avec deux voleurs. Désespéré de ce qu'il a fait, Judas va se pendre et son corps est retrouvé par Barabbas. Jésus meurt sous les yeux de sa mère, de l'apôtre Jean, de quelques soldats, de Claudia et de Lucius (qui prononce les mots fatidiques : « Il était vraiment le fils de Dieu »). Son corps descendu de la croix est porté au sépulcre. Marie-Madeleine trouve la tombe vide et rencontre Jésus ressuscité. Le film s'achève sur les rives du lac de Tibériade où Jésus apparaît aux apôtres et leur dit de porter son message jusqu'aux extrémités du monde.

## Fiche technique
- Titre original : King of Kings
- Titre français : Le Roi des rois
- Réalisation : Nicholas Ray, assisté de Noël Howard
- Scénario : Philip Yordan
- Décors : Enrique Alarcón
- Costumes : Georges Wakhévitch
- Photographie : Manuel Berenguer, Milton R. Krasner et Franz Planer
- Effets spéciaux : Lee LeBlanc et Alex Weldon
- Son : Basil Fenton-Smith et Franklin Milton
- Montage : Harold F. Kress
- Musique : Miklós Rózsa
- Société de production : MGM et Samuel Bronston Productions
- Société de distribution : MGM
- Budget : 6 000 000 $
- Pays de production :  États-Unis
- Langue de tournage : anglais
- Producteur : Samuel Bronston
- Format : couleur par Technicolor : 
  - Version 35 mm — 2.35:1 Scope — son mono (Westrex Recording System)
  - Version 35 mm — 2.35:1 Scope — son stéréo 4 pistes (Westrex Recording System)
  - Version 70 mm — 2.20:1 Super Technirama 70 (tourné avec système MGM Caméra 65)— son stéréo 6 pistes (Westrex Recording System)
- Genre : biographie, drame religieux, péplum
- Durée : 168 minutes
- Durée : 171 minutes bluray
- Date de sortie : 
  - États-Unis : 11 octobre 1961
  - France :  2 février 1962
- Affiches : Macario Gómez Quibus (Espagne, États-Unis, Italie)

## Distribution
- Jeffrey Hunter  (V.F : Jacques Toja) : Jésus
- Robert Ryan  (V.F. : René Arrieu) : Jean-Baptiste
- Siobhan McKenna : Marie
- Hurd Hatfield (V.F : Gabriel Cattand) : Ponce Pilate
- Ron Randell  (V.F : William Sabatier) : Lucius
- Viveca Lindfors : Claudia
- Rita Gam : Hérodias
- Carmen Sevilla  (V.F : Nelly Delmas): Marie-Madeleine
- Brigid Bazlen  (V.F : Arlette Thomas) : Salomé
- Harry Guardino : Barabbas
- Rip Torn  (V.F : Jacques Thébault) : Judas
- Frank Thring  (V.F : François Chaumette) : Hérode Antipas
- Guy Rolfe  (V.F : Gérard Ferat) : Caïphe
- Royal Dano  (V.F : Michel Gudin) : Pierre
- Edric Connor : Balthazar
- Maurice Marsac : Nicodème
- Grégoire Aslan  (V.F : lui-même) : Hérode Ier le Grand
- George Coulouris (V.F : Lucien Bryonne) : le guide de chameau
- Conrado San Martín : Pompée
- Gérard Tichy  (V.F. : Jean-Claude Michel) : Joseph
- Antonio Mayans : Jean
- Luis Prendes  (V.F. : Lucien Bryonne) : Le bon larron
- David Davies : l'homme fort
- José Nieto : Gaspard
- Rubén Rojo : Matthieu
- Fernando Sancho : le possédé
- Michael Wager : Thomas
- Félix de Pomés : Joseph d'Arimathie
- Adriano Rimoldi : Melchior
- Barry Keegan (V.F. : Jacques Deschamps) : le mauvais larron
- Rafael Luis Calvo : Simon de Cyrène
- Tino Barrero : André
- Francisco Morán : l’aveugle
- Orson Welles  (V.F : Georges Aminel) : narrateur

## Galerie

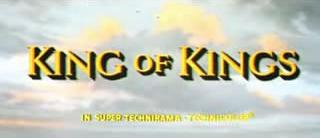
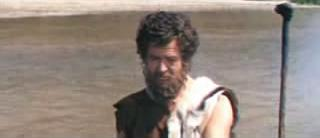
Robert Ryan (Jean-Baptiste)
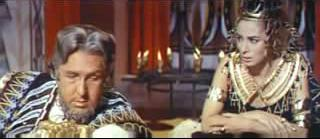
Frank Thring (Hérode Antipas) et Viveca Lindfors (Claudia)
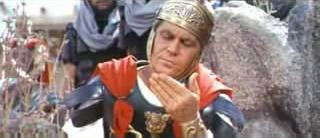
Ron Randell (Lucius)
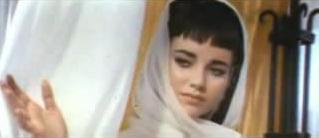
Brigid Bazlen (Salomé)
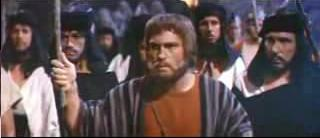
Rip Torn (Judas)

## Réception
On a parfois reproché au film d'avoir montré un Jésus trop doux et un Jean-Baptiste trop plat. Le film s'est vu éreinté par des critiques comme celui du Time magazine, et même par Bosley Crowther du New York Times. Ce fut le seul échec au box office des épopées religieuses de la MGM, mais par la suite, le film s’imposa comme une des meilleures versions cinématographiques de la vie du Christ. Selon l'Internet Movie Database Base, la réalisation du film a coûté 6 000 000$ et dès 1989, son exploitation à l'étranger avait rapporté 25 000 000$ à travers les représentations en salle et les locations ou les ventes de vidéos.
Jusqu’aux années soixante, la plupart des films évitaient de représenter le visage de Jésus, cadrant sur ses mains (comme dans Ben-Hur) ou par-dessus son épaule. Le Roi des rois fut le premier grand film parlant de langue anglaise produit en studio à filmer le visage de l'acteur incarnant le Christ, ce qui était une véritable innovation. L'aspect juvénile de Jeffrey Hunter (qui avait pourtant 33 ans au moment du tournage) incita des critiques à rebaptiser le film  « J'étais un Jésus adolescent », allusion au film de Michael Landon : J'étais un Loup-garou adolescent. Cependant, la performance de Brigid Bazlen lui valut des éloges, notamment pour la façon voluptueuse dont elle séduit un Hérode ivre et paillard. Les critiques s'accordent pour voir dans ce rôle sa plus grande réussite.
À sa sortie en DVD, en 2003, le film est classé dans la catégorie des plus de treize ans (PG-13) en raison d'une certaine violence dans son contenu.

## Mise en scène
Le film met en scène les miracles de Jésus ainsi que son Sermon sur la montagne (tourné avec plusieurs milliers de figurants). On y voit aussi une scène dans laquelle Jésus rend visite à Jean-Baptiste dans le cachot où Hérode Antipas l'a fait emprisonner ; la mise en scène oblige Jean-Baptiste à se hisser en rampant du fond de son cachot vers Jésus pour essayer de venir toucher sa main : c’est un bon exemple de la façon architecturale dont Ray composait ses scènes en exploitant le pouvoir dramatique de l'image (Ray avait étudié l'architecture avec Frank Lloyd Wright).
Nicholas Ray s’efforce de garder un certain équilibre entre le grand spectacle et l'intimité du drame vécu par Jésus. La séquence du Sermon sur la Montagne exprime le message religieux et éthique qui est au centre de l'enseignement du Christ. Tel qu'il se présente, le film peut être considéré comme une épopée modèle, où la majesté formelle sert à mettre en valeur le contenu. Mémorable aussi est la partition musicale due à Miklós Rózsa, compositeur hongrois émigré qui a réalisé la musique pour le Ben-Hur de MGM (1959) et de nombreux autres films à grand spectacle.
Non crédité à cette époque, Orson Welles assure la voix-off de la narration, rédigée par Ray Bradbury.

## Source
- (en) Cet article est partiellement ou en totalité issu de l’article de Wikipédia en anglais intitulé « King of Kings (1961 film) » (voir la liste des auteurs).

- (it) Cet article est partiellement ou en totalité issu de l’article de Wikipédia en italien intitulé « Il re dei re (film 1961) » (voir la liste des auteurs).